# هاجيمي سوجياما
هاجيمي سوجياما (باليابانية: 杉山元) هو عسكري ياباني، ولد في 1880 في Kokura ‏ في اليابان، وتوفي في 12 سبتمبر 1945 في طوكيو (اليابان) في اليابان.